# Маттео Праті
Маттео Праті (італ. Matteo Prati, нар. 28 грудня 2003, Равенна, Італія) — італійський футболіст, півзахисник клубу «Кальярі».

## Ігрова кар'єра

### Клубна
Маттео Праті є вихованцем футбольного клубу «Равенна». Саме в його складі він дебютував на професійному рівні в Серії С.
Влітку 2022 року футболіст підписав трирічний контракт з клубом Серії В СПАЛ. Першу гру у другому дивізіоні Праті провів 3 вересня 2022 року проти «Барі». За результатами того сезону СПАЛ вилетів до нижчого дивізіону.
А сам Праті у серпні 2023 року перейшов до «Кальярі», з яким підписав контракт на п'ять років. Трансфер Праті став найдорожчим із Серії С, побивши цілу низку попередніх рекордних трансферів. 17 вересня 2023 року Праті дебютував у Серії А, крои вийшов у стартовому складі на матч проти «Удінезе».

### Збірна
У складі збірної Італії (U-20) Маттео Праті взяв участь у молодіжному чемпіонаті світу, що проходив в Уругваї. Команда Італії посіла там друге місце.
У вересні 2023 року Праті дебютував у складі молодіжної збірної Італії (U-21).

## Титули
Італія (U-20)
 Віце - чемпіон світу: 2023